# CDMS
CDMS (англ. Cryogenic Dark Matter Search — Криогенный поиск тёмной материи) — серия экспериментов, разработанных для непосредственного детектирования частиц тёмной материи в форме вимпов (слабо взаимодействующих массивных частиц). Используя матрицу полупроводниковых детекторов, находящихся при температуре около 0,01 К, CDMS является наиболее чувствительным экспериментом по получению данных о взаимодействии вимпов с земным веществом. Первый эксперимент CDMS-1 проводился в туннеле под кампусом Стэнфордского университета. Текущий эксперимент CDMS-2 проводится глубоко под землёй в Миннесоте.
За период с 2007 по 2008 годы в рамках экспериментов удалось зарегистрировать два события, которые можно расценить как случаи регистрации вимп-частиц. При этом прогнозируемая вероятность регистрации подобных событий была оценена в пять событий за два года. В феврале 2010 года работа исследователей о текущих результатах экспериментов была принята к публикации в журнале Science.